# Циклонско одвајање
Циклонско одвајање или циклонска сепарација је најраширенији суви поступак за отпрашивање (уклањање) крутих честица из суспензије. За разлику од гравитацијског одвајања суспендираних честица, циклонски одвајачи (сепаратори) или циклони користе центрифугалну силу, па се могу звати и центрифугални одвајачи. У циклонским одвајачима је могуће постићи од 5 пута па све до 2000 пута веће силе него код гравитацијских одвајача. Углавном не могу испунити строге захтеве за траженом висином (квалитета) ваздуха, па се користе за предобраду, а у следећим корацима обраде отпадних плинова се најчешће примењују врећасти филтри или електростатични таложници.

## Предности и недостаци
Предности циклонског одвајања су:
- једноставан рад,
- мали почетни трошкови и трошкови одржавања (нема покретних делова),
- могућност рада при повишеним температурама.

Недостаци циклонског одвајања су:
- слаб учинак за јако мале честице; није подесно за уклањање честица мањих од 5 μm,
- проблеми у раду настају при температурама већим од 400 °C.